# Episodi di Mr. Adams and Eve (seconda stagione)
La seconda stagione della serie televisiva Mr. Adams and Eve è andata in onda negli Stati Uniti dal 20 settembre 1957 all'8 luglio 1958 sulla CBS.
| nº | Titolo originale                             | Prima TV USA      |
| -- | -------------------------------------------- | ----------------- |
| 1  | Adult Western                                | 20 settembre 1957 |
| 2  | Taming of the Shrew                          | 27 settembre 1957 |
| 3  | International Affair                         | 4 ottobre 1957    |
| 4  | Split Careers                                | 11 ottobre 1957   |
| 5  | Joan Fontaine                                | 18 ottobre 1957   |
| 6  | Suspicion                                    | 25 ottobre 1957   |
| 7  | The Life Story of Eve Drake and Howard Adams | 1º novembre 1957  |
| 8  | The Comedians                                | 8 novembre 1957   |
| 9  | Man with Raven                               | 15 novembre 1957  |
| 10 | The Artist                                   | 22 novembre 1957  |
| 11 | Active Duty                                  | 29 novembre 1957  |
| 12 | Las Vegas Story                              | 5 dicembre 1957   |
| 13 | The Producers                                | 13 dicembre 1957  |
| 14 | The First Mrs. Adams                         | 20 dicembre 1957  |
| 15 | The Service Story                            | 27 dicembre 1957  |
| 16 | The Flack                                    | 10 gennaio 1958   |
| 17 | Jungle Madness                               | 17 gennaio 1958   |
| 18 | Me, the Jury                                 | 24 gennaio 1958   |
| 19 | The Inheritance                              | 31 gennaio 1958   |
| 20 | The Big Top                                  | 7 febbraio 1958   |
| 21 | Come on to Mar's House                       | 11 febbraio 1958  |
| 22 | Backwash                                     | 18 febbraio 1958  |
| 23 | Surprise! Surprise!                          | 4 marzo 1958      |
| 24 | The Writers                                  | 11 marzo 1958     |
| 25 | Platter Place                                | 18 marzo 1958     |
| 26 | Brought to You Dead from Hollywood           | 25 marzo 1958     |
| 27 | Backpage                                     | 1º aprile 1958    |
| 28 | U.C.L.A.: Eh!                                | 8 aprile 1958     |
| 29 | The Lovey Doveys                             | 15 aprile 1958    |
| 30 | Howard and Eve and Ida                       | 22 aprile 1958    |
| 31 | The Original MacDuffs                        | 29 aprile 1958    |
| 32 | The Ghosts of Consolidated                   | 6 maggio 1958     |
| 33 | The Bowling Story                            | 13 maggio 1958    |
| 34 | Command Performance                          | 20 maggio 1958    |
| 35 | The Stunt Man                                | 27 maggio 1958    |
| 36 | The Interview                                | 3 giugno 1958     |
| 37 | The Chowder Cup                              | 10 giugno 1958    |
| 38 | Dear Variety                                 | 17 giugno 1958    |
| 39 | Steve's Girl Friend                          | 24 giugno 1958    |
| 40 | Planes That Pass in the Night                | 1º luglio 1958    |
| 41 | Teenage Idol                                 | 8 luglio 1958     |

## Adult Western
- Prima televisiva: 20 settembre 1957

### Trama
- Guest star:

## Taming of the Shrew
- Prima televisiva: 27 settembre 1957

### Trama
- Guest star: David Niven

## International Affair
- Prima televisiva: 4 ottobre 1957

### Trama
- Guest star:

## Split Careers
- Prima televisiva: 11 ottobre 1957

### Trama
- Guest star:

## Joan Fontaine
- Prima televisiva: 18 ottobre 1957

### Trama
- Guest star: Joan Fontaine (se stessa)

## Suspicion
- Prima televisiva: 25 ottobre 1957

### Trama
- Guest star:

## The Life Story of Eve Drake and Howard Adams
- Prima televisiva: 1º novembre 1957

### Trama
- Guest star: Herbert Anderson (Harvey Carson), Les Tremayne (Burt Stanton)

## The Comedians
- Prima televisiva: 8 novembre 1957

### Trama
- Guest star:

## Man with Raven
- Prima televisiva: 15 novembre 1957

### Trama
- Guest star: Cedric Hardwicke (Gerald Fortescue)

## The Artist
- Prima televisiva: 22 novembre 1957

### Trama
- Guest star:

## Active Duty
- Prima televisiva: 29 novembre 1957

### Trama
- Guest star:

## Las Vegas Story
- Prima televisiva: 5 dicembre 1957

### Trama
- Guest star:

## The Producers
- Prima televisiva: 13 dicembre 1957

### Trama
- Guest star: Olive Carey (Elsie), Johnny Crawford, Alan Reed (J.B. Hafter), Hayden Rorke (Steve)

## The First Mrs. Adams
- Prima televisiva: 20 dicembre 1957

### Trama
- Guest star:

## The Service Story
- Prima televisiva: 27 dicembre 1957

### Trama
- Guest star:

## The Flack
- Prima televisiva: 10 gennaio 1958

### Trama
- Guest star:

## Jungle Madness
- Prima televisiva: 17 gennaio 1958

### Trama
- Guest star: Olive Carey (Elsie), N.J. Davis (Nathan), Lawrence Dobkin (Max Cassolini), Alan Reed (J.B. Hafter), Hayden Rorke (Steve), Ben Wright (Roderick)

## Me, the Jury
- Prima televisiva: 24 gennaio 1958

### Trama
- Guest star: Olive Carey (Elsie), Virginia Gregg (giudice Banks), Alan Reed (J.B. Hafter), Hayden Rorke (Steve)

## The Inheritance
- Prima televisiva: 31 gennaio 1958

### Trama
- Guest star:

## The Big Top
- Prima televisiva: 7 febbraio 1958

### Trama
- Guest star:

## Come on to Mar's House
- Prima televisiva: 11 febbraio 1958

### Trama
- Guest star: Kathryn Card (Madam Estrella), Olive Carey (Elsie), Damian O'Flynn, Alan Reed (J.B. Hafter), Hayden Rorke (Steve)

## Backwash
- Prima televisiva: 18 febbraio 1958

### Trama
- Guest star: Olive Carey (Elsie), Dick Powell, Alan Reed (J.B. Hafter), Hayden Rorke (Steve)

## Surprise! Surprise!
- Prima televisiva: 4 marzo 1958

### Trama
- Guest star:

## The Writers
- Prima televisiva: 11 marzo 1958

### Trama
- Guest star:

## Platter Place
- Prima televisiva: 18 marzo 1958

### Trama
- Guest star:

## Brought to You Dead from Hollywood
- Prima televisiva: 25 marzo 1958

### Trama
- Guest star:

## Backpage
- Prima televisiva: 1º aprile 1958

### Trama
- Guest star: Ed Sullivan (se stesso)

## U.C.L.A.: Eh!
- Prima televisiva: 8 aprile 1958

### Trama
- Guest star:

## The Lovey Doveys
- Prima televisiva: 15 aprile 1958

### Trama
- Guest star:

## Howard and Eve and Ida
- Prima televisiva: 22 aprile 1958

### Trama
- Guest star:

## The Original MacDuffs
- Prima televisiva: 29 aprile 1958

### Trama
- Guest star: Damian O'Flynn, Carol Veazie

## The Ghosts of Consolidated
- Prima televisiva: 6 maggio 1958

### Trama
- Guest star:

## The Bowling Story
- Prima televisiva: 13 maggio 1958

### Trama
- Guest star:

## Command Performance
- Prima televisiva: 20 maggio 1958

### Trama
- Guest star:

## The Stunt Man
- Prima televisiva: 27 maggio 1958

### Trama
- Guest star:

## The Interview
- Prima televisiva: 3 giugno 1958

### Trama
- Guest star:

## The Chowder Cup
- Prima televisiva: 10 giugno 1958

### Trama
- Guest star:

## Dear Variety
- Prima televisiva: 17 giugno 1958

### Trama
- Guest star:

## Steve's Girl Friend
- Prima televisiva: 24 giugno 1958

### Trama
- Guest star:

## Planes That Pass in the Night
- Prima televisiva: 1º luglio 1958

### Trama
- Guest star:

## Teenage Idol
- Prima televisiva: 8 luglio 1958

### Trama
- Guest star: